# Freddy Kempf
Freddy Kempf (nacido en 1977, en Londres) es un pianista británico. De padre alemán y madre japonesa, se educó en St Edmund's School, Canterbury y la Royal Academy of Music. Actualmente vive en Berlín. 

## Carrera
Habiendo iniciado sus estudios de piano a la edad de cuatro años, Kempf llamó la atención del público británico por primera vez cuando cuatro años más tarde interpretó el Concierto para piano y orquesta nº 12 de Wolfgang Amadeus Mozart, K. 414, con la Real Orquesta Filarmónica de Londres en el Royal Festival Hall. El niño virtuoso fue invitado poco después a Alemania para repetir su actuación. En 1987, Kempf, ganó el primer Concurso Nacional de Mozart en Inglaterra y en 1992, fue nombrado Joven Músico del Año de la BBC por su interpretación de la Rapsodia sobre un tema de Paganini de Sergei Rajmáninov. Ganó el Young Concert Artists de Nueva York en 1996, debutando en el Carnegie Hall. 
En un controvertido giro de los acontecimientos, la carrera de Kempf como adulto se vio beneficiado paradójicamente por su fracaso en el intento de ganar en 1998 el Concurso Internacional Chaikovski de Moscú, donde el primer premio en la sección de piano fue para Matsuev Denis. Aparentemente, algunos jueces querían otorgar el primer premio conjuntamente a Matsuev y Kempf, y negociaron con éxito con el Ministerio de Cultura de Rusia para la financiación adicional. Sin embargo, Kempf, recogió finalmente sólo el tercer premio, lo que provocó un aluvión de protestas por parte la audiencia y la prensa rusas, que acusaron a algunos de los jueces de parcialidad (sobre todo hacia los concursantes, algunos de los cuales habían sido antiguos alumnos).
En abril de 1999, Kempf, regresó a Moscú para participar en una serie de programas de televisión y conciertos. 
Kempf, ha seguido interpretando solo o en grupos de cámara en Europa, América, Asia Oriental, y Australia, y ha grabado discos de Johann Sebastian Bach, Ludwig van Beethoven, Frédéric Chopin, Franz Liszt, Serguéi Prokófiev, Sergei Rajmáninov, y Robert Schumann. Fue elegido mejor joven artista clásico británico en los Classical BRIT Awards, en 2001. 
En 2002 Kempf, fundó el Trío Kempf, con el violinista Pierre Bensaïd y el violonchelista Alexander Chaushian, que ha obtenido una buena acogida en todo el continente, así como en sus conciertos internacionales.